# Francesco de Geronimo
Francesco de Geronimo (Grottaglie, 17 dicembre 1642 – Napoli, 11 maggio 1716) è stato un gesuita italiano, beatificato nel 1806 da papa Pio VII e canonizzato da papa Gregorio XVI nel 1839.

## Biografia
Francesco de Geronimo (anche di Girolamo o de Gerolamo) venne al mondo il 17 dicembre 1642 nell’antichissima città di Grottaglie, a pochi chilometri da Taranto. Primogenito di undici figli, di cui tre ecclesiastici (Giuseppe Maria, Cataldo e Tommaso), nacque dall’unione di Giovanni Leonardo De Geronimo (1619) con Gentilesca Roy (1621), figlia di Antonio, che in seguito prese il cognome di Gravina per l'insistenza del popolo nel designarla con il nome della città di provenienza. La sua famiglia fu qualificata dai biografi contemporanei  come «onorata» e «decorosa».

### Gli antenati
Il padre e la madre di Francesco provenivano entrambi da famiglie benestanti. Il casato del padre,  quello dei de Geronimo,  dai documenti d’archivio, risulta essere stato uno dei più antichi e ragguardevoli della regione. Il primo catasto onciario di Grottaglie, che risale al 1447, registra i De Geronimo fra i migliori proprietari del paese. Atti notarili del secolo seguente li dicono possessori di quota parte dei beni locali di Caprarica e Giulianello, territori questi dove insistevano importanti masserie, e li danno iscritti nel ceto nobiliare col «nobile Giovanni Giacomo de Geronimo» del quale si legge nel catasto del 1576: «vivit nobiliter». 

### L’infanzia

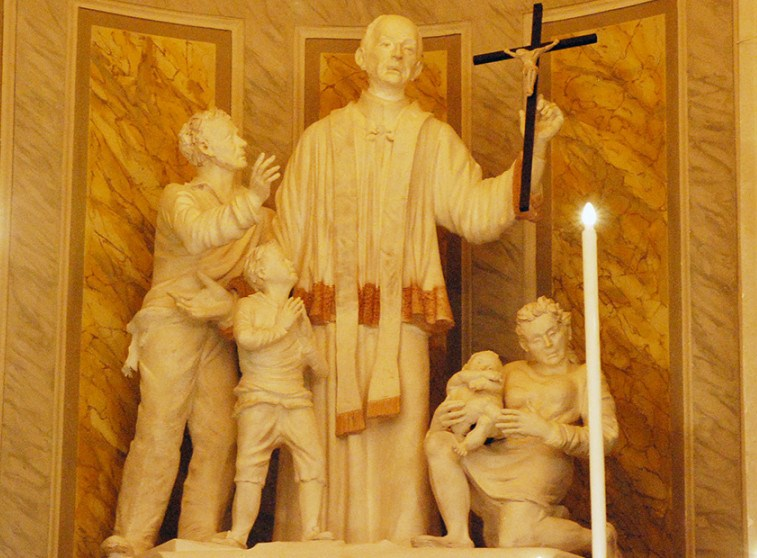
Santuario di Grottaglie, gruppo scultoreo raffigurante il santo in atto di benedire una famiglia, realizzato da Orazio Del Monaco ed inserito nella grande nicchia dell’abside.

Grazie alla trasmissione della fede cristiana ricevuta dai suoi genitori, Francesco manifestò un «animo molto buono» e «una predisposizione alle cose sante di Dio». Si distinse per la generosità verso i poveri, operando, secondo la tradizione un miracolo in giovanissima età, miracolo conosciuto come: il miracolo del pane. All’età di dieci anni, senti una forte devozione a Gesù e, con il parere favorevole dei genitori, decise di entrare nella neonata comunità dei padri Teatini, Congregazione costituitasi presso la chiesa di S. Mattia ed eretta nel 1641 per disposizione ed autorità dell’arcivescovo di Taranto, Tommaso Caracciolo (1637 - 1663), sotto il patrocinio del  beato Gaetano Thiene, che pochi anni dopo fu solennemente canonizzato da Papa Clemente X. Qui nel dicembre del 1658 ricevette, dalle mani del Caracciolo, 'col rito della Chiesa', la tonsura e fu incaricato della custodia e della pulizia della chiesa, come pure si dedicò all’insegnamento del catechismo ai ragazzi.

### Il seminario e l’Ordine sacro
Negli undici anni di vita passati nella comunità dei padri Teatini, il giovane De Geronimo, si guadagnò l’appellativo di “Angelo” per la sua purità di coscienza, il lodevole servizio, la carità e lo zelo dimostrati verso ogni persona di qualunque ceto sociale di appartenenza. In questo periodo maturò in lui la vocazione sacerdotale e il 25 maggio 1659 venne aggregato al Capitolo  e Clero  grottagliese e subitamente inviato al seminario di Taranto per continuare gli studi di retorica, scienze e filosofia  presso il Collegio dei Gesuiti. Venne ordinato suddiacono nel 1664  e in seguito diacono. Nel 1665, su consiglio dei suoi maestri, si recò a Napoli insieme con il fratello minore Giuseppe Maria, anch'egli ex alunno dei preti di San Mattia che i genitori volevano mandare a bottega da un artista di fama, avendo una predisposizione alla pittura. A Napoli frequentò i corsi di Diritto civile e Diritto canonico conseguendo la laurea In utroque iure. Per non pesare sul bilancio familiare chiese e ottenne di permanere nel collegio massimo dei Gesuiti napoletani come assistente dei giovani studenti. Il 20 marzo 1666 a Pozzuoli fu ordinato presbitero dalle mani del vescovo Benito Sánchez de Herrera, regolarizzando così la sua posizione nel collegio e iniziando tra molte difficoltà il suo noviziato. Nel 1670 diventò Gesuita prima ancora di terminare gli studi teologici, che completò qualche anno dopo per poter sostenere l'esame de universa philosophia et theologia richiesto dalle costituzioni dell'Ordine per la professione solenne dei quattro voti.

### Nella Napoli rinascimentale

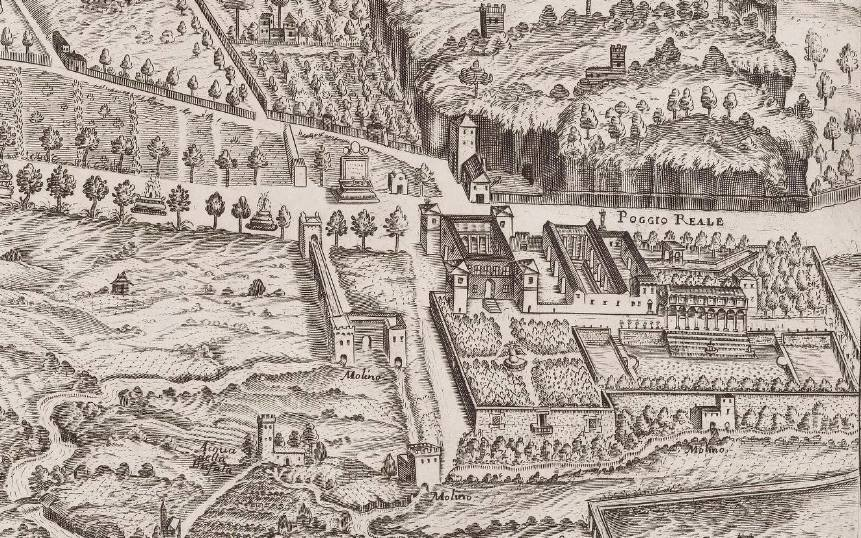
Napoli nel 1670 particolare di Poggioreale

La situazione socio-religiosa della più grande città del mezzogiorno italiano, nella seconda metà del seicento, era estremamente seria. Da una parte, lo splendore medievale, rinascimentale e barocco delle sue vie, dei palazzi e delle chiese; dall'altra, lo squallore malsano dei vicoli, dei "bassi" e dei "fondaci", topaie senza luce, dove in penosa promiscuità viveva la maggior parte della popolazione. Fu per loro la voce dell'"oggi" di Dio, del suo giudizio sulla storia dell'uomo; il pacificatore, il consolatore del povero, dell'afflitto, del malato, del carcerato, dello schiavo.

### Apostolato missionario
Dal 1670 al 1674 svolse un intenso apostolato missionario nel Regno di Napoli e accettò di recarsi in missione in Terra d'Otranto e di Bari, presso la Diocesi di Lecce (1671-1674), rivelando doti straordinarie di predicatore zelante ed efficace.
A Lecce, nella Chiesa del Gesù il 2 luglio 1672, a biennio di noviziato compiuto, egli pronunziò, presso la tomba del venerato Bernardino Realino, i voti semplici di povertà, castità, obbedienza, coi quali entrò a far parte giuridicamente della Compagnia. 
Qui durante le prediche missionarie fu segnalato al vescovo di Lecce monsignor Antonio Pignatelli. Quel medesimo che più tardi, quale arcivescovo di Napoli, si terrà così caro il santo missionario da cederlo a stento solo per qualche tempo agli altri pastori di anime che lo richiederanno per le loro diocesi, e che poi, dal soglio di Pietro, sotto il nome d’Innocenzo XII, sarà il rigido censore dei costumi, il tenero padre dei poveri, il severo condannatore del quietismo.
L'incarico leccese fu di breve durata sicché nell'estate del 1674 venne richiamato a Napoli dal provinciale A. Del Pozzo.
Una volta rientrato a Napoli, nel 1675, per sostenere l'esame ad gradum, vi rimase poi per tutta la vita addetto alle missioni popolari che lo fecero apostolo di Napoli e ricordato per il suo dolce e severo monito di "Tornate a Cristo!" Completato finalmente il cursus studiorum, il 25 maggio 1675 chiese ufficialmente di partire per le missioni dell'India o dell'Oriente, ottenendo la risposta di "le tue indie saranno Napoli". L'8 dicembre 1682 a Napoli, compì la solenne professione religiosa ricoprendo un triplice ufficio: le missioni al popolo, la Comunione generale ogni terza domenica del mese e la conversione delle donne di cattiva vita. Va inoltre ricordata un'altra attività apostolica del De Geronimo, quella cioè degli esercizi spirituali alle diverse classi di persone: i monasteri di religiosi (compresi quelli femminili), i conservatori per la gioventù al fine di alimentare ed ammaestrare nei mestieri gli orfani e le orfane della povera gente, i carcerati e i galeotti delle navi.

## Profezia sulla vita e santità di Alfonso Maria de' Liguori

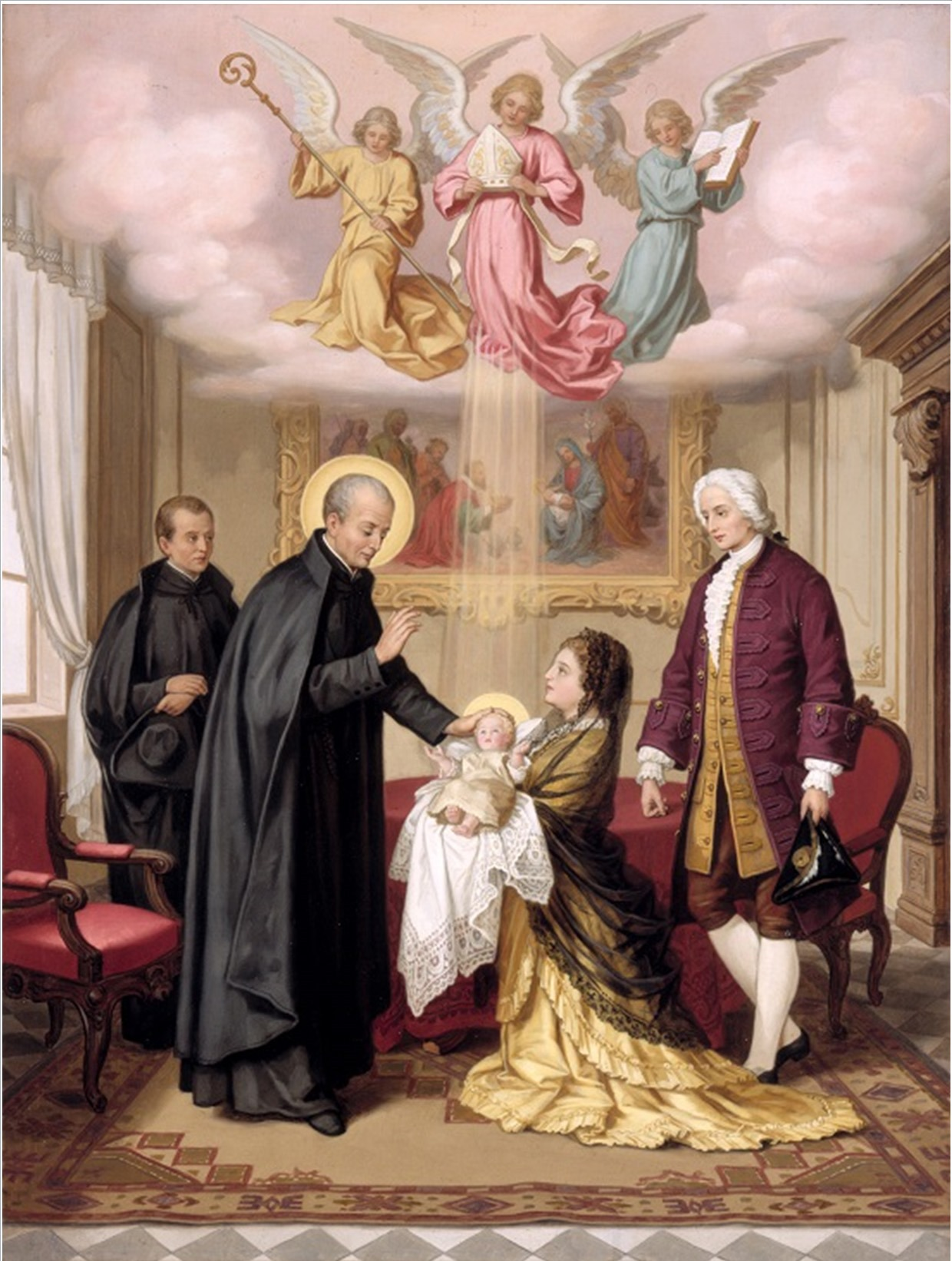
San Francesco de Geronimo e la profezia su Sant'Alfonso Maria de Liguori, quadro conservato nella Cappella di Famiglia a Marianella (NA)

Il santo grottagliese, chiamato dai coniugi Giuseppe Liguori e Anna Maria Caterina Cavalieri, originaria del brindisino nella loro residenza estiva di Marianella, a benedire il primogenito Alfonso, prendendolo tra le braccia, esclamò: «Questo bambino, vivrà vecchio vecchio, né morirà prima degli anni novanta: sarà vescovo e santo e farà grandi cose per Gesù Cristo»" Una profezia che la madre di Alfonso, Donna Anna Cavalieri, conserverà nel cuore e svelerà molti anni dopo al P. Antonio Tannoia primo grande biografo del santo napoletano.

## La diffusione della devozione a San Ciro

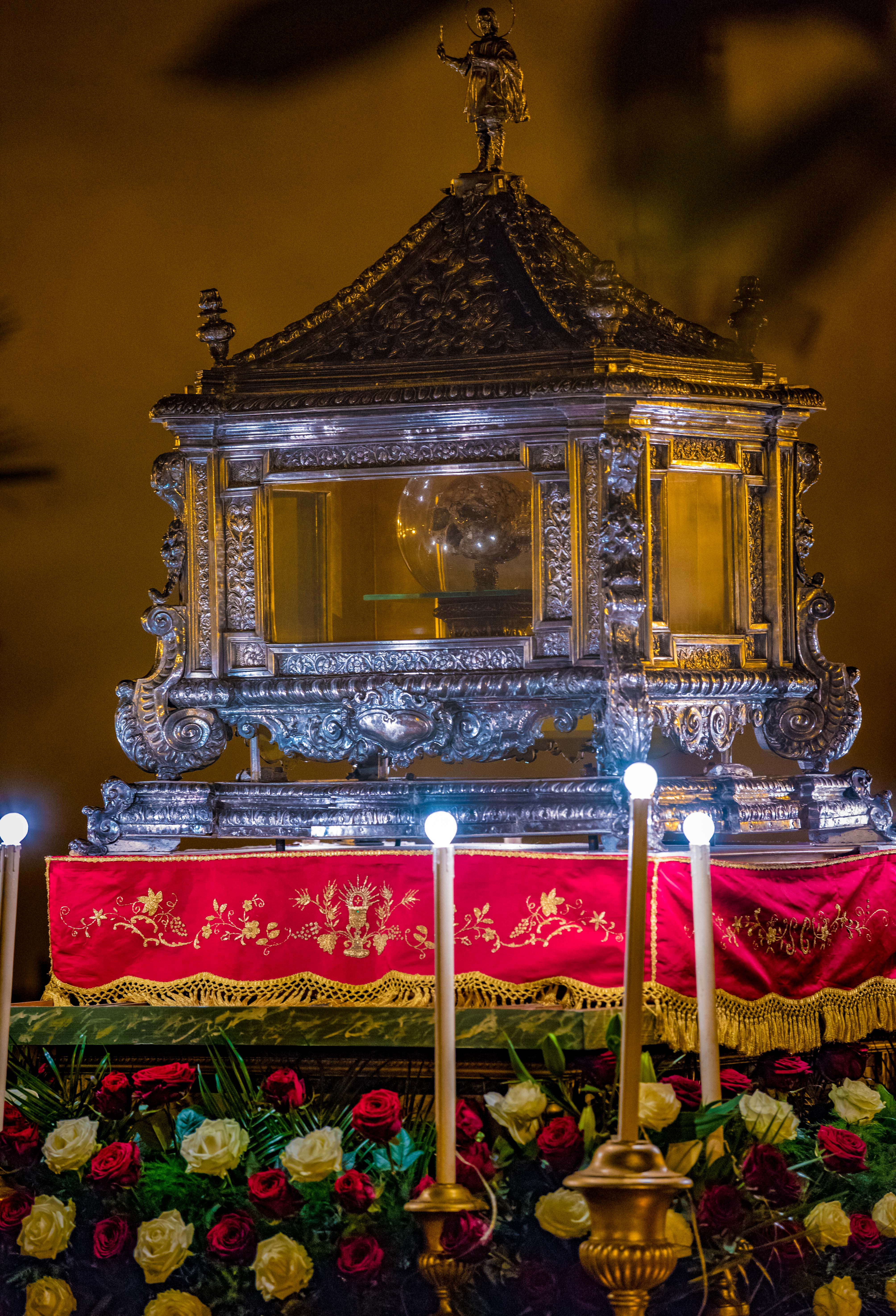
Il Teschio di San Ciro nella chiesa madre dei Santi Ciro e Giorgio a Marineo (Palermo).

Il De Geronimo manifestò un'ardente carità "infiammato d'amore verso Gesù Cristo eucaristico e la sua santissima Madre". Nel 1676 ideò uno stendardo ed un inno mariano Dio vi salvi Regina per la sua congregazione, inno che nel 1735 venne adottato come inno nazionale della Corsica.
La sua testimonianza di venerazione e profonda devozione era spesso accompagnata da una parola calda di fede che penetrò con facilità nel cuore dei penitenti ai quali riuscì a inculcare anche la devozione a San Ciro, medico e martire, il cui corpo riposa nella cappella omonima della Chiesa del Gesù Nuovo a Napoli. Si narra che durante la sua predicazione portasse con sé alcune reliquie in una teca e se ne servisse per benedire gli ammalati. Adoperava inoltre alcuni sacramentali che egli definiva ‘medicamenti con i quali San Ciro sana i suoi infermi’, e cioè ‘l'olio della sua lampada; l'acqua benedetta colla sua reliquia; li fiori polverizzati; le sue figure’. Numerose sarebbero state le guarigioni e ciò contribuì a diffondere la devozione di San Ciro presso il popolo napoletano. In questo modo attribuiva al medico martire tutti i prodigi che andava operando durante le sue prediche, sebbene molti testimoni del tempo ritengano che Iddio operasse miracoli per le sue stesse virtù e che egli, nella sua umiltà, si celasse dietro il potere taumaturgico di San Ciro). Si deve a lui l’istituzione della celebrazione religiosa del 31 gennaio (che ebbe inizio nell’anno 1693) in memoria del martirio di San Ciro; lo si rileva da un manoscritto di S. Francesco De Geronimo, nel quale è annotato: «Nella nostra chiesa è stato dato principio ad una nuova festa in onore di S. Ciro, medico, eremita e martire».

## Culto

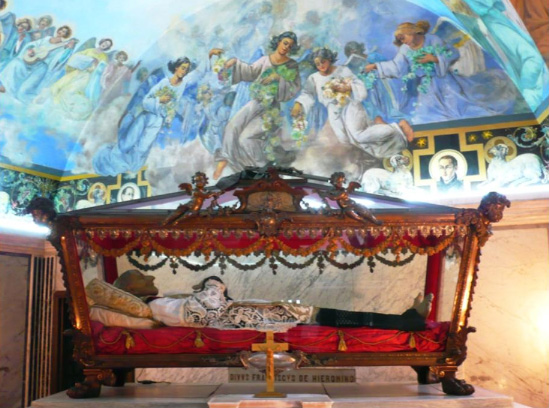
Urna contenente i resti mortali di San Francesco de Geronimo conservata nell'omonimo santuario di Grottaglie

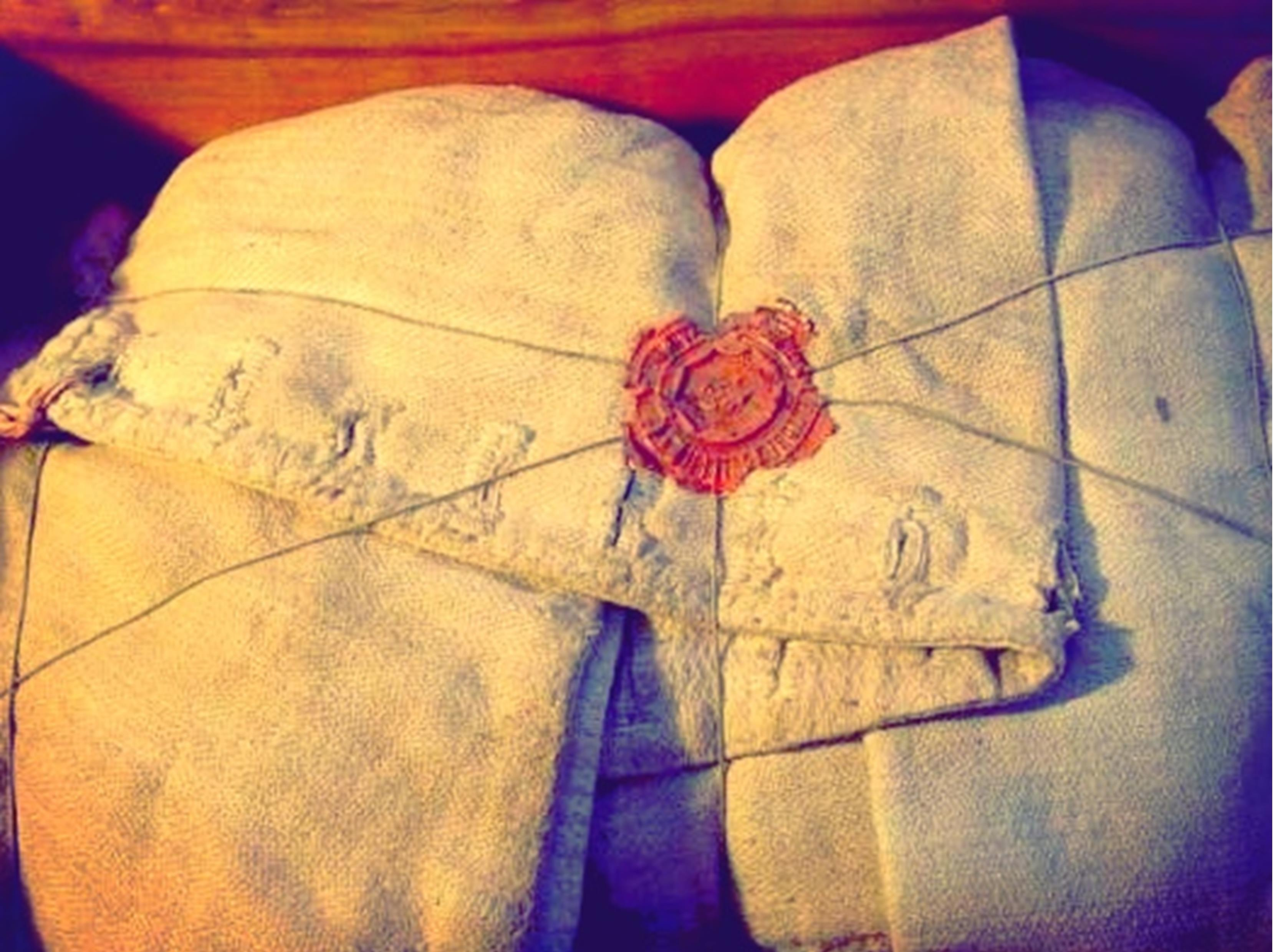
Reliquia della camicia del santo conservata tuttora in Polonia, a Brzozów nel Museo della Compagnia di Gesù, Provincia Meridionale

Alla sua morte avvenuta, l'11 maggio 1716 a Napoli, la salma venne sepolta di notte e di nascosto per evitare che la folla dei fedeli potesse ricavarne reliquie come fece poi distruggendo il suo confessionale, mentre già da tempo circolavano in città stampe e ritratti del gesuita considerati miracolosi ed appesi nei confessionali e nelle pubbliche vie.
Sul suo sepolcro nella Chiesa del Gesù Nuovo, la domenica dopo la sua morte, 42.000 persone parteciperanno all'eucaristia, centro animatore e meta di tutta la sua attività, vitale oltre la morte stessa.
Inattesa e rapidissima fu la diffusione, subito dopo la morte, della fama di santità e delle gesta meravigliose della sua vita non tanto, come naturale, a Napoli e nel suo regno, ma nei paesi d’Oltralpe e segnatamente in Germania, Austria, Belgio, Olanda, Boemia e Polonia.
Fu beatificato da papa Pio VII il 2 maggio 1806 e canonizzato da papa Gregorio XVI, il 26 maggio 1839. La sua festa fu fissata nel giorno della sua morte.
Il corpo del santo rimase nella Chiesa del Gesù Nuovo a Napoli fino a dopo la seconda guerra mondiale, successivamente fu trasportato nella sua patria, nella chiesa dei Gesuiti di Grottaglie
il 26 agosto 1945, in seguito ad una “peregrinatio” organizzata dall’allora padre Provinciale Alberto Giampieri.
San Francesco de Geronimo è patrono di Grottaglie e Napoli.